# نکستل
نکستل (انگلیسی: Nextel) شرکت مخابرات آمریکایی است، که در سال ۱۹۸۷ تأسیس شد.